# فهیم بایراکتارویچ
فهیم بایراکتارویچ (به صربستانی:Fehim Bajraktarević) در یوگسلاوی متولد شد. پس از تحصیلات مقدماتی و عالی به عنوان استاد زبان و ادبیات فارسی در انیستیتوی زبان های شرقی بلگراد مشغول به کار شد. در سال 1923 میلادی، بخشی از رباعیات خیام را ترجمه کرد و در نشریه ادبی صربستان به چاپ رساند. در 1956 میلادی اشعار عبید زاکانی را ترجمه کرد. بایراکتارویچ در کنگره بین المللی فردوسی در ایران، به عنوان نمایندۀ خاورشناسان از یوگسلاوی شرکت کرده است. از جمله آثار او در زمینه فرهنگ و ادب فارسی می توان به ترجمه رستم و سهراب و تاثیر زبان های شرقی بر زبان های صربی کرواتی و الف لیه و لیله (1954-1955) اشاره کرد.

## منبع
- رستمی، محمد (۱۳۹۰). ایرانشناسان و ادبیات فارسی. تهران: پژوهشگاه علوم انسانی و مطالعات فرهنگی. شابک ۹۷۸-۹۶۴-۴۲۶-۵۲۸-۰.